# L'École buissonnière (Vanier)
Pour les articles homonymes, voir L'École buissonnière.
L'École buissonnière est un roman de Nicolas Vanier paru le 11 mai 2017 par les XO éditions.

## Résumé
En 1922 vers Paris, Jean, veuf, est réquisitionné en Algérie et confie son fils, Paul, à Célestine, gardienne dans un manoir solognot. Son mari, Ernest, est garde-chasse et emmène Paul. Totoche le braconnier lui échappe, sympathise avec Paul et lui apprend la nature. Ernest le découvre et Célestine l'emmène dorénavant avec elle au manoir où il découvre le comte auquel il dit avoir vu un 18 cors. Il va à l'école. Le comte découvre que c'est son petit fils. Il fait parfois l'école buissonnière. Ernest voit le 18 cors, le courre, mais le comte le gracie. Célestine lui dit avoir élevé sa mère. Le comte meurt. Jean revient. Totoche et Paul sauvent le 18 cors que Bertrand, fils du comte, allait tuer. Le testament du comte lègue ses biens à son personnel et à Paul. Totoche devient garde-chasse.

## Adaptation
L'auteur a adapté son film pour réaliser ce roman.